# Ganymède
Pour les articles homonymes, voir Ganymède (homonymie).
Dans la mythologie grecque, Ganymède (en grec ancien Γανυμήδης / Ganumếdês) est un jeune mortel qui succède à la déesse Hébé dans la fonction d'échanson des dieux.
Il est aussi considéré communément comme un amant de Zeus. Sa beauté est devenue proverbiale.

## Généalogie et famille
Ganymède est le fils de Tros, roi de Dardanie,, (qui aurait donné son nom à la cité de Troie), soit par son épouse Callirrhoé, fille du dieu-fleuve Scamandre,,, soit par Acallaris, fille d'Eumedes. Selon l'auteur, il est le frère d'Ilos.
Cependant les traditions au sujet de Ganymède diffèrent considérablement dans leurs détails : certaines en font un fils de Laomédon,, d'autres un fils d'Ilos, un fils de Dardanos, un fils d'Érichthonios ou d'Assaracos.

## Mythe
Lucien de Samosate raconte que Ganymède était berger en Phrygie. Il le met en scène, en échanson, dans plusieurs ouvrages : Icaroménippe, Jugement des voyelles, Assemblée des dieux. Lucien représente l'aigle ravisseur comme une métamorphose de Zeus lui-même et implique Hermès.
Homère (Iliade) relate que Ganymède est réputé être le plus beau des mortels et qu'il est enlevé par « des dieux ».
Alors que le jeune prince fait paître le troupeau familial sur le mont Ida de Troade[réf. nécessaire], Zeus l'aperçoit et se métamorphose en aigle afin de l'enlever et l'installer dans l'Olympe. Ganymède devient ainsi l'échanson des dieux et son amant.
En compensation de la perte de son fils, Tros reçoit de Zeus quatre chevaux qu'il tenait de Poséidon. Ceux-ci figurent dans le mythe d'Héraclès : Laomédon, père de Ganymède selon certaines versions[réf. nécessaire], les avait promis à Héraclès s’il sauvait sa fille Hésione. Dans une autre tradition, Zeus offre une coupe en or, œuvre d’Héphaïstos[réf. nécessaire].
Héra est jalouse de ce nouvel amant, et de sa fonction d’échanson que Zeus a enlevé à Hébé, sa fille. Elle tente de forcer son époux à renvoyer Ganymède chez les mortels mais au lieu de cela, Zeus l'élève alors au ciel sous la forme de la constellation du Verseau[réf. nécessaire]. Dans une version tardive, c’est Éos qui enlève Ganymède et Tithon. Zeus, apercevant Ganymède, le réclame à la déesse, et l’obtient à condition qu’il exauce un vœu[réf. nécessaire].

## Le Ganymède de Platon
Au livre I, 636b-c de ses Livres des Lois, Platon attribue aux Crétois l'invention du mythe des rapports de Zeus avec Ganymède afin de justifier leurs propres amours et les mettre en accord avec celles des dieux : « Tout le monde accuse les Crétois d'avoir inventé la fable de Ganymède. Persuadés que leurs lois venaient de Zeus, ils ont imaginé cette fable sur son compte afin de pouvoir eux aussi goûter ce plaisir à l'exemple du dieu ».
Dans le Phèdre de Platon (qui parle d'éthique), les sentiments de Zeus pour Ganymède sont décrits comme du « désir » (himéros).

## Le Ganymède de Xénophon
Au chapitre VIII de son Banquet, Xénophon fait dire à Socrate que Zeus a enlevé Ganymède pour son âme et sa sagesse (amour spirituel) et non par amour pour son corps (amour physique).

## Dans les arts

### Antiquité
Le mythe de Ganymède apparaît dans la vie quotidienne, justifiant des objets votifs ou funéraires.

#### Sculpture
En sculpture, l'une des plus célèbres représentations de Ganymède est le groupe sculpté par Léocharès au IVe siècle avant notre ère, admiré par Pline l'Ancien.
« Léocharès [a réalisé] un aigle conscient de ce qu'il enlève en Ganymède et pour qui. Il épargne l'adolescent en plantant ses serres dans son vêtement ».
Cette délicatesse de l'aigle fut souvent louée par la suite : Straton de Sardes l'évoque dans l'une de ses épigrammes, de même que Martial.
La légende de Ganymède a également inspiré le groupe de Zeus enlevant Ganymède en terre cuite, probablement d'origine corinthienne, conservé au musée archéologique d'Olympie : c'est l'un des rares exemples de grande sculpture en terre cuite, et une très rare représentation sculpturale du couple où Zeus figure sous forme humaine[réf. nécessaire].

#### Mosaïque

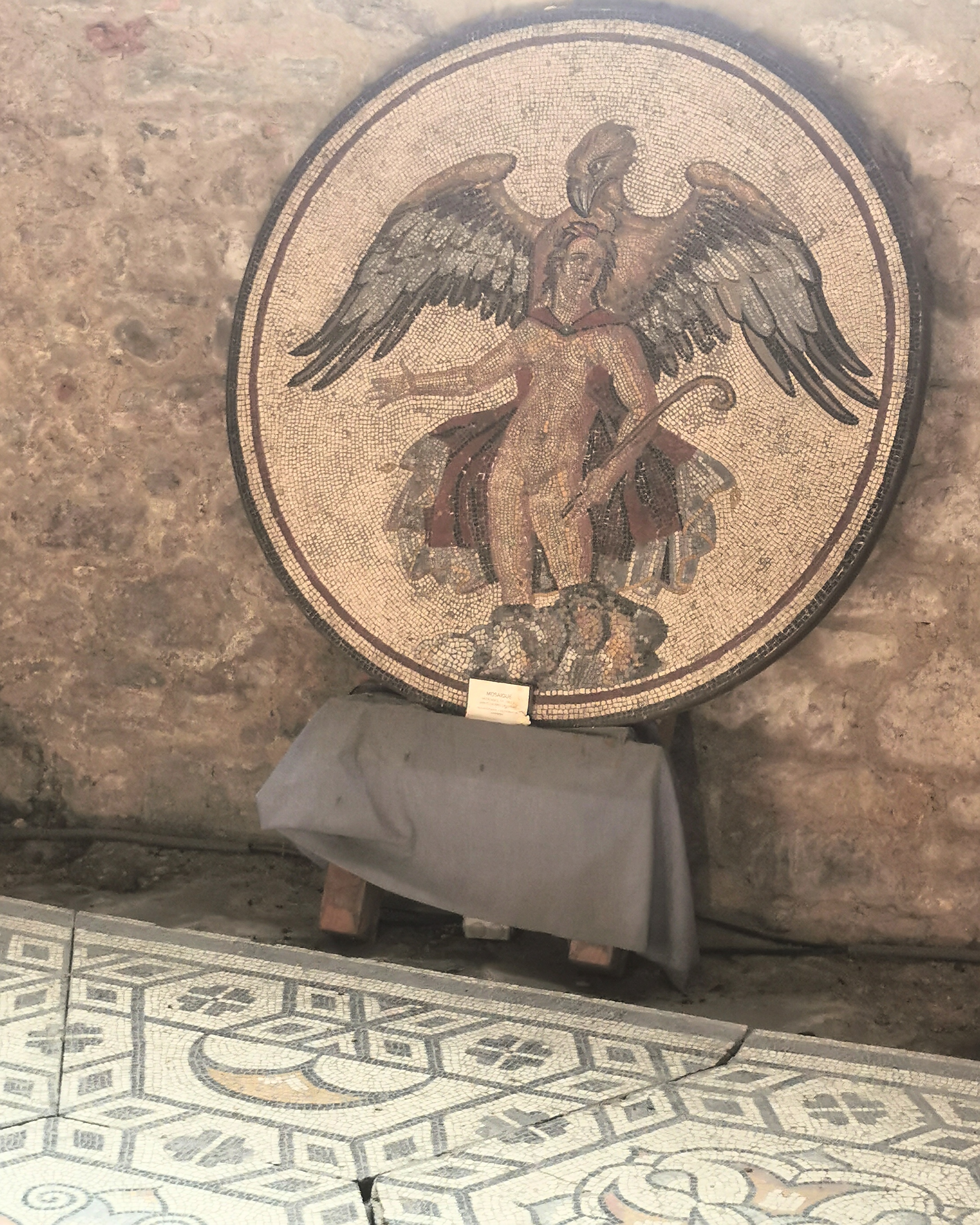
Mosaïque romaine au musée lapidaire de Vienne

L'enlèvement de Ganymède est également présent sur certaines mosaïques romaines, dont la « Mosaïque des divinités » qui décore une pièce de la villa gallo-romaine d'Orbe-Boscéaz, celle de Vienne, ou celles du IIIe siècle trouvées à Sousse en Tunisie au XIXe siècle.

#### Céramique
En céramique, le thème de Ganymède est fréquemment repris, le plus souvent sur des cratères, ces vases dans lesquels on mélangeait l'eau et le vin à l'occasion des banquets (symposia), tenus entre hommes, au cours desquels les convives auraient rivalisé d'imagination pour célébrer les mérites de leurs éromènes respectifs.
Parmi les plus célèbres figure le cratère à figures rouges du Peintre de Berlin : d'un côté, Zeus est figuré en pleine poursuite ; de l'autre, Ganymède joue avec un cerceau, symbole de sa jeunesse. « Par ailleurs, la présence d'un coq dans sa main représente le cadeau amoureux que se font les couples figurant sur les vases et exprime le jeu de séduction naissant entre Zeus et Ganymède. ».
Le motif du coq est repris sur le tondo d'une célèbre kylix du Peintre de Penthésilée, conservé au musée archéologique national de Ferrare : Ganymède, en train de s'enfuir, se retourne vers Zeus, qui vient de se saisir de lui[réf. nécessaire].

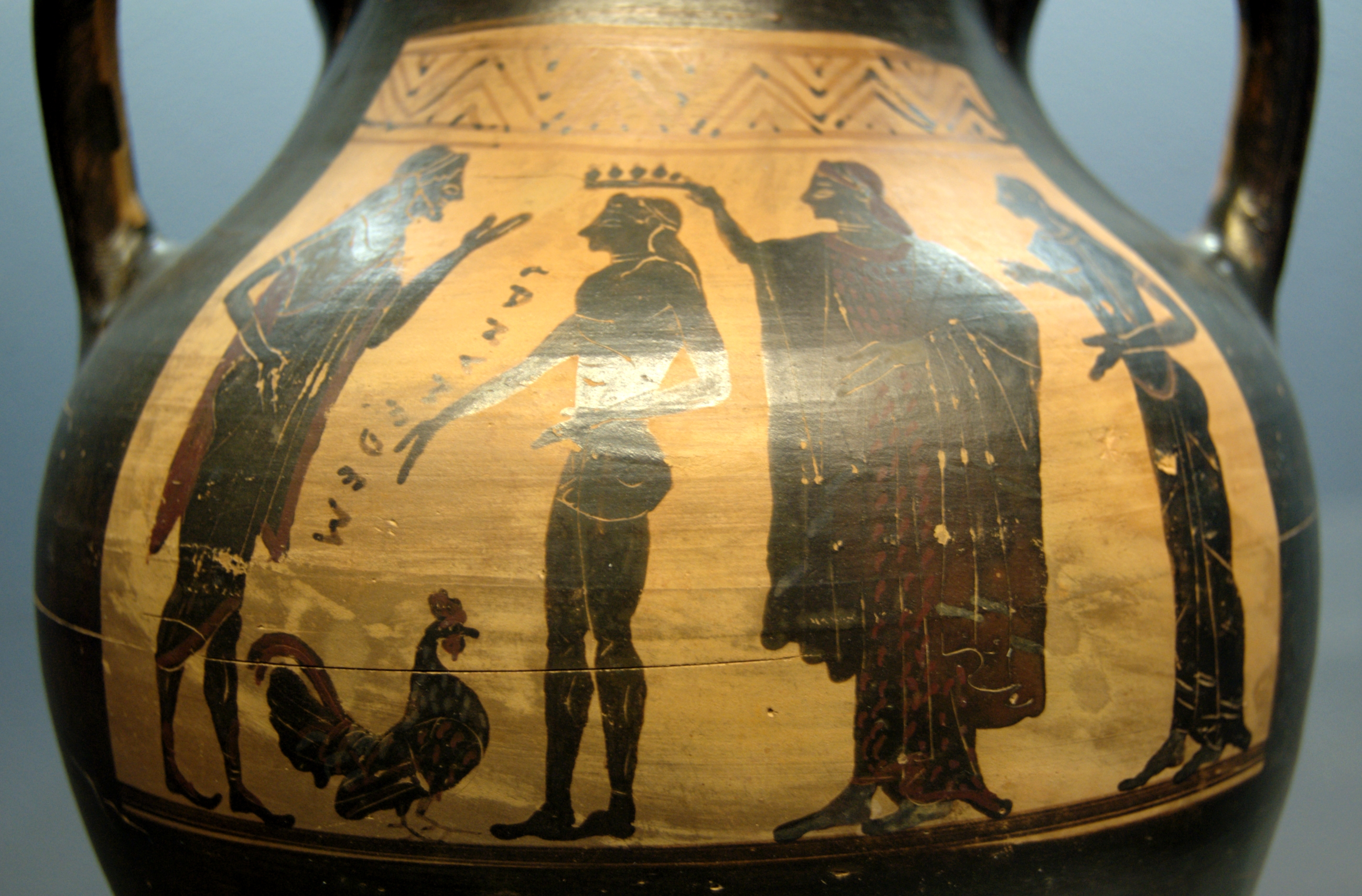
Ganymède sur l'Olympe, entouré de Zeus qui lui a offert un coq, une déesse le couronnant et Hébé. Amphore attique à figures noires, vers 510 AEC (avant l'ère commune). Collection des Antiquités, Munich.
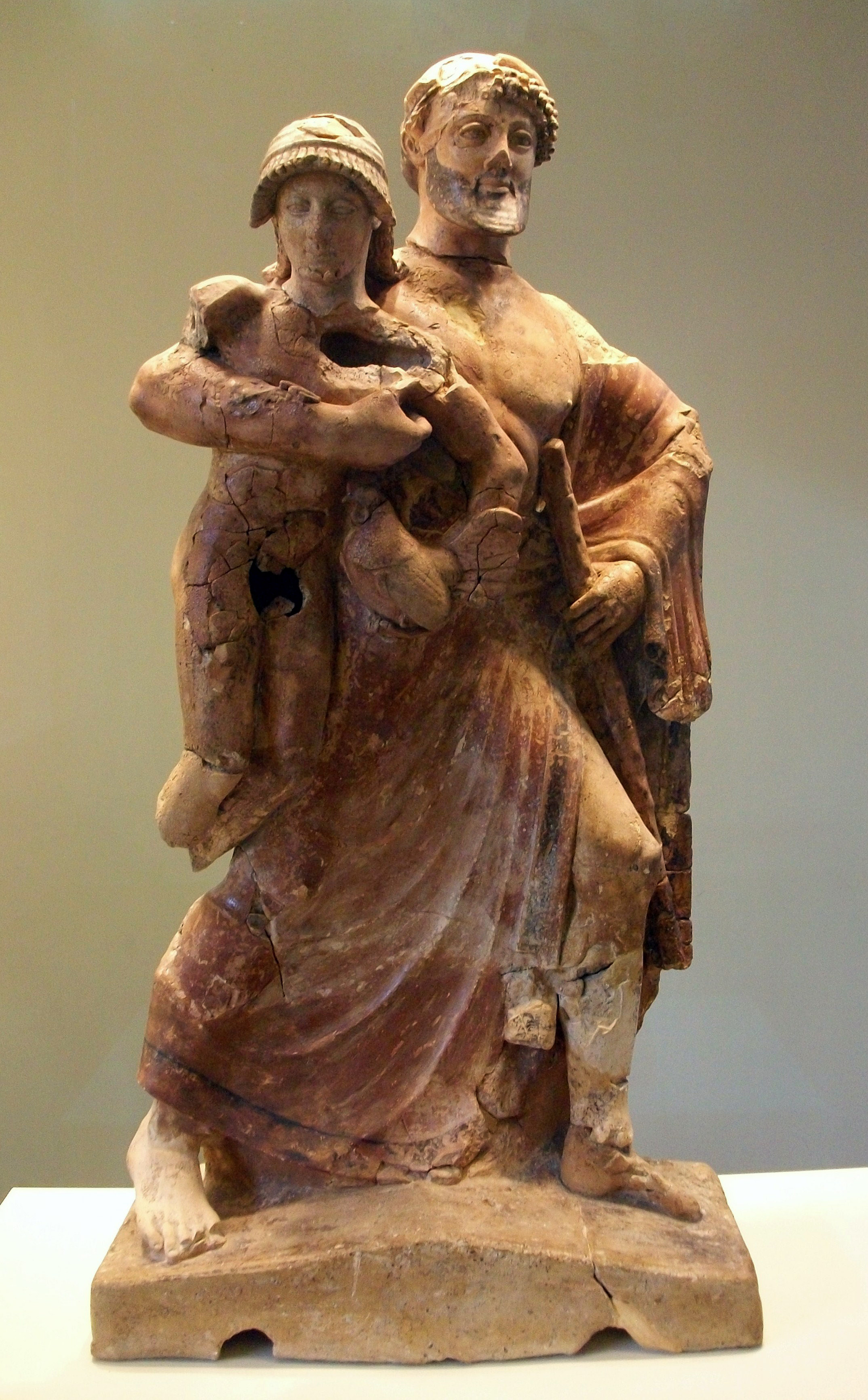
Zeus enlevant Ganymède, terre cuite peinte, vers 480 AEC, Musée archéologique d'Olympie.
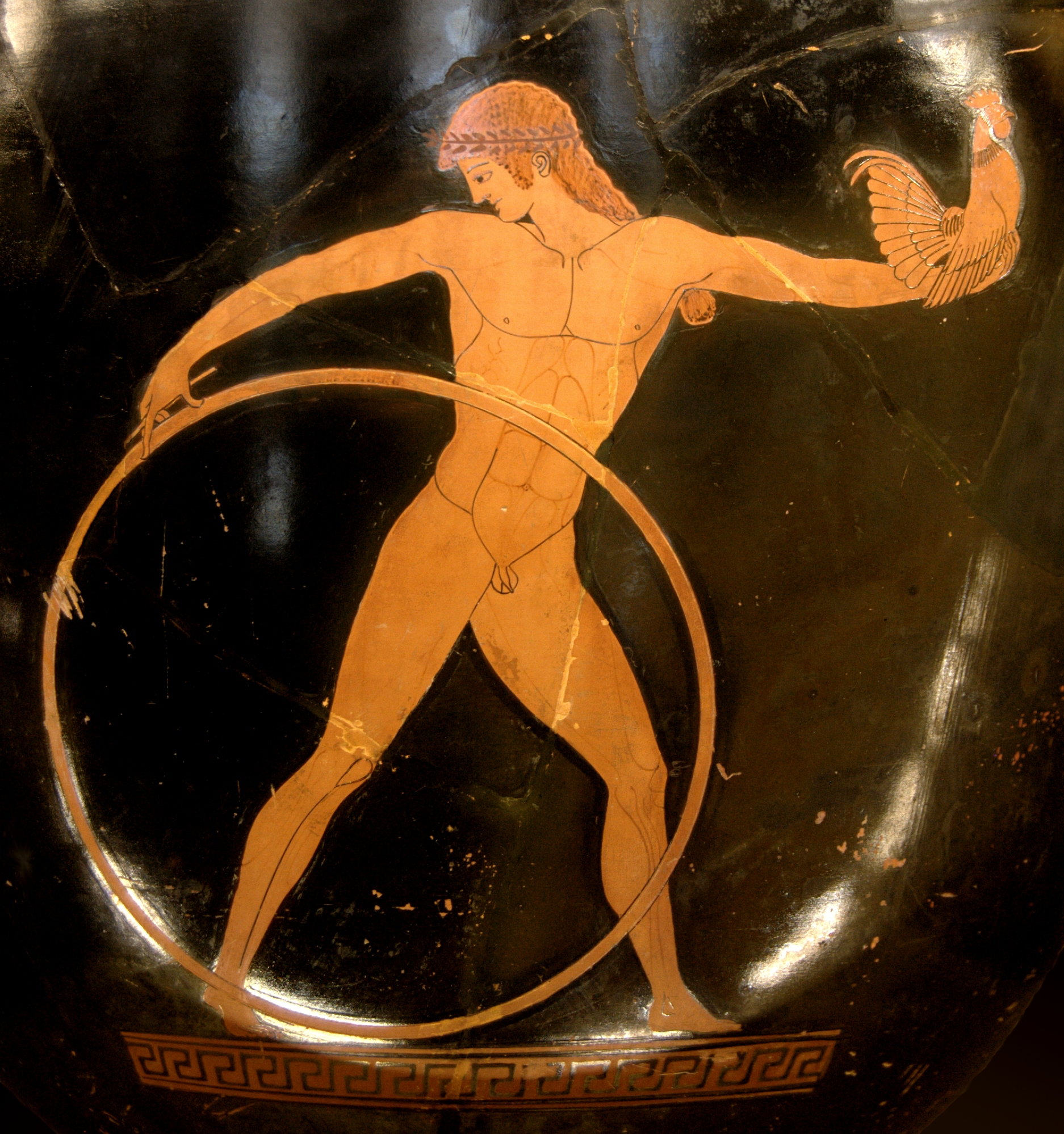
Ganymède, cratère à figures rouges du Peintre de Berlin, Ve siècle AEC, musée du Louvre.
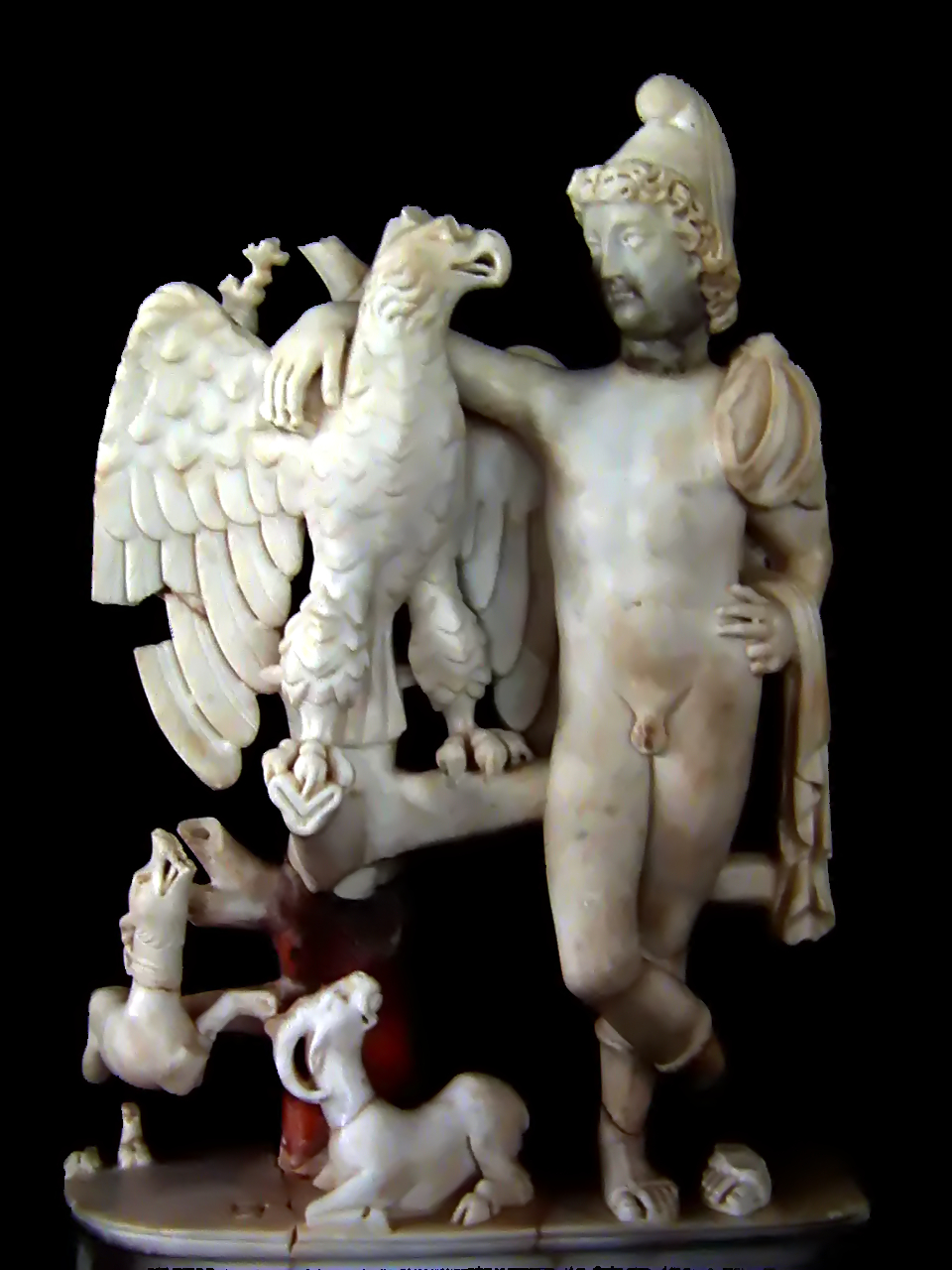
Statuette de Ganymède aux côtés de Zeus, du Musée paléo-chrétien de Carthage.

### Représentations ultérieures
Au Moyen Âge, le Débat de Ganymède et d'Hélène, poème latin anonyme du XIIe siècle, va susciter intérêt et discussions.
La Renaissance voit resurgir de nombreuses représentations de ce mythe : citons Michel-Ange, Benvenuto Cellini, Antonio Allegri, Le Corrège avec L'Enlèvement de Ganymède (vers 1531-1532) ou encore Damiano Mazza (vers 1575).
Au XVIIe siècle, Le Rapt de Ganymène (1635) par Rembrandt et Le Viol de Ganymède (1638-1639) par Rubens sont notables.
Au XIXe siècle, notons, en 1817 la composition du Ganymed, un lied pour une voix et piano, de Franz Schubert, sur un poème de Goethe et l'œuvre de Thorvaldsen qui sculpte le groupe « Ganymède et l'aigle, dans la veine du néoclassicisme.
En 1883, une représentation, fort éloignée de la culture d'origine[C'est-à-dire ?], est visible à la Bibliothèque du Congrès de Washington.
En 2001, les artistes Pierre et Gilles ont réalisé un triptyque intitulé « Ganymède »,,,.
En 2007, après avoir écrit l'essai Le Rapt de Ganymède (1989), l'écrivain académicien Dominique Fernandez a fait figurer Ganymède sur le pommeau de son épée.

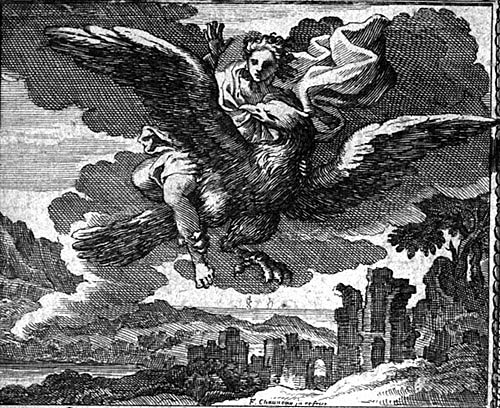
L'Enlèvement de Ganymède, gravure de François Chauveau, XVIIe siècle.
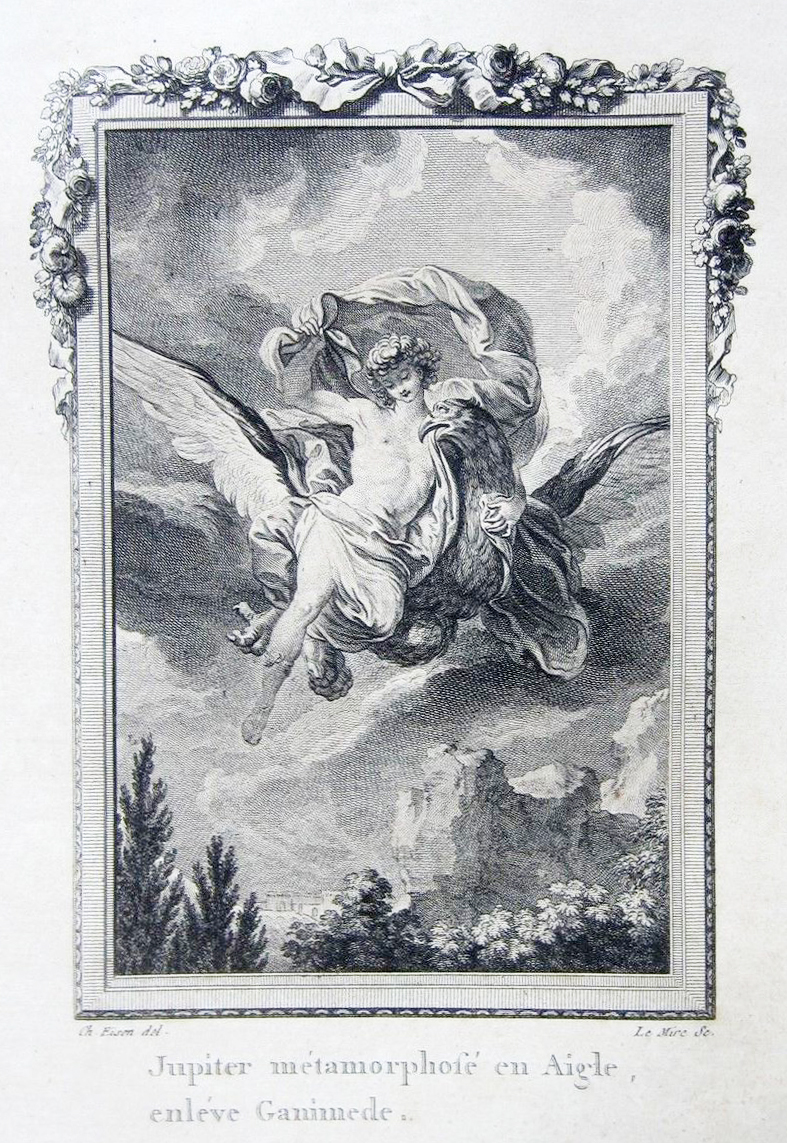
Jupiter métamorphosé en aigle, enlève Ganymède, gravure de Charles-Dominique-Joseph Eisen, pour l'édition des Métamorphoses (1770).
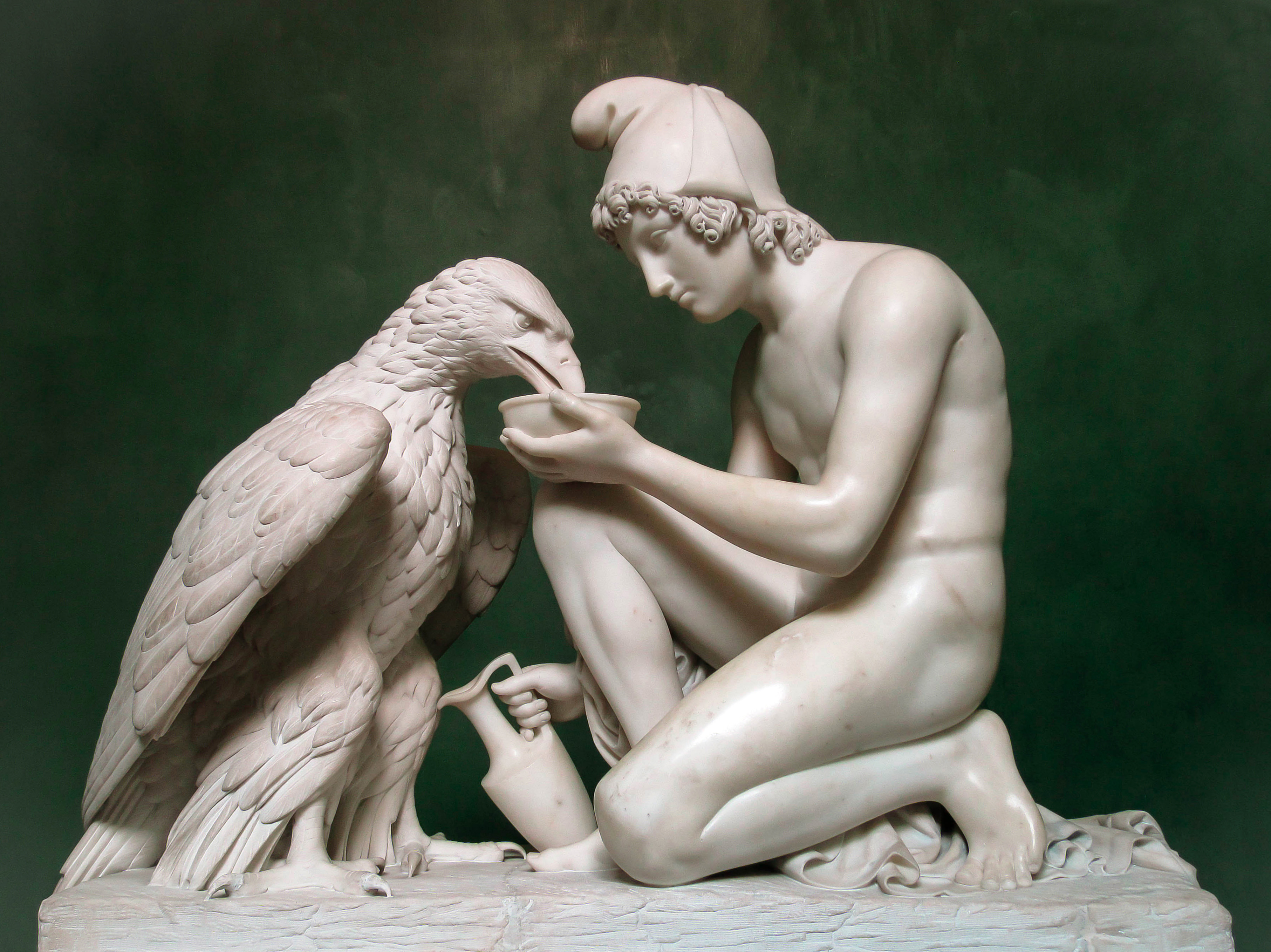
Thorvaldsen, Ganymède et l'aigle (marbre), 1817.
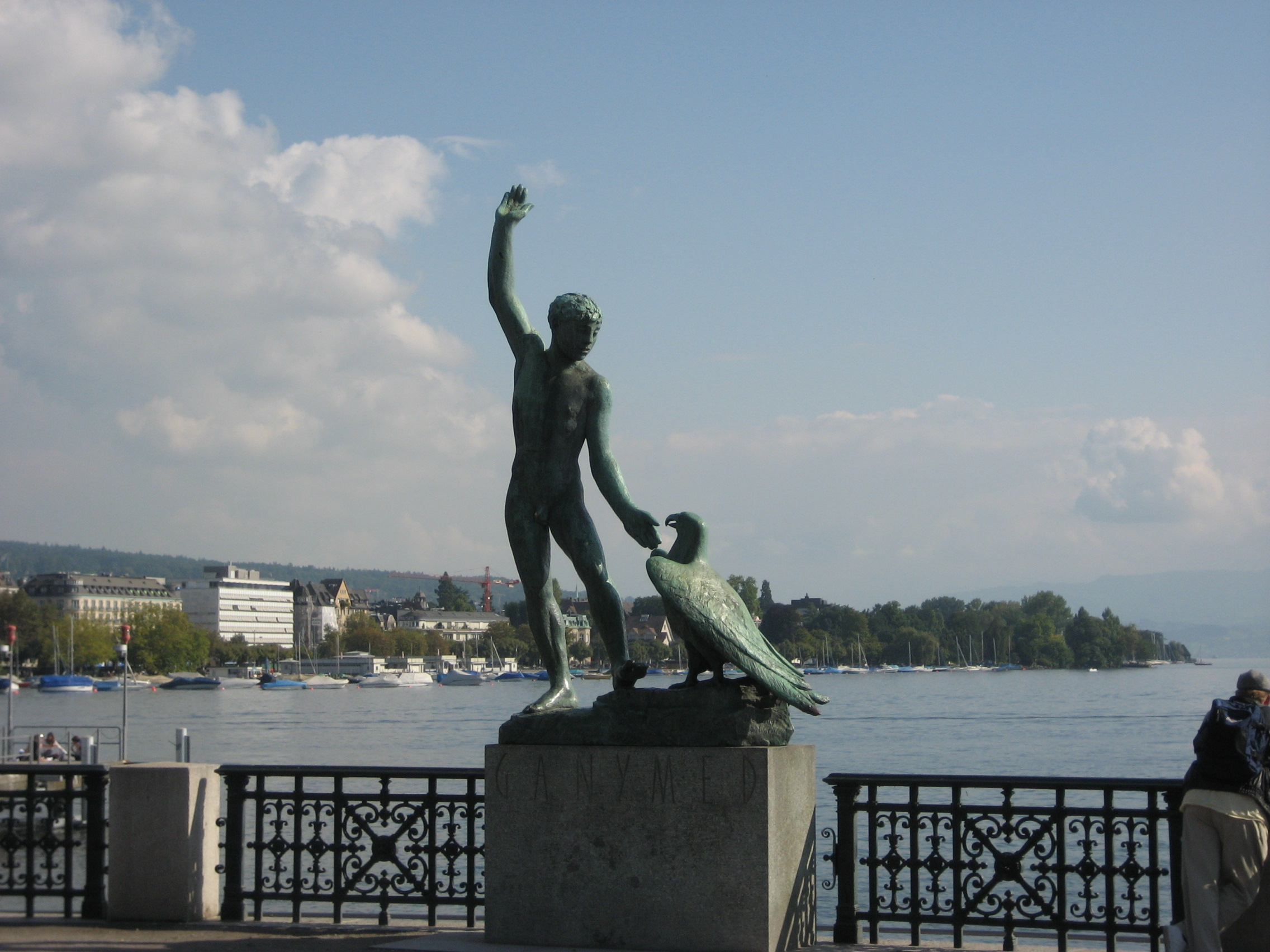
Ganymède et Zeus en aigle (bronze), Zurich Bürkliplatz.

## Alchimie
En 1613, le philosophe-médecin Michaël Maïer propose plusieurs interprétations du mythe de Ganymède, parmi lesquelles il préfère l'alchimique : « Les faits qui concernent Ganymède ont trait aux hiéroglyphes chimiques. Dans ceux-ci, en effet, Ganymède s'explique, non par l'hiver qui envoie les pluies tel un « échanson » de Jupiter, c'est-à-dire de l'air, ni par le signe céleste du Verseau, mais bien par ce qui est emporté par l'aigle. C'est le fixe amené par le volatil à la plus haute dignité. ».

## Astrologie et astronomie
Ganymède, en tant qu'échanson des dieux, a été associé à la constellation du Verseau.
Au XVIIe siècle, les quatre plus gros satellites de la planète Jupiter ont été nommés du nom de trois amantes du dieu (Io, Callisto, Europe) et de Ganymède.
- En 1610, Galilée (1564-1642), grâce à sa célèbre lunette, fut le premier à observer les quatre plus gros satellites de Jupiter. Il les appela « lunes médicéennes » en hommage aux Médicis.
- En 1614, son rival Simon Marius, proposa plutôt de donner à chacune le nom d'une aventure amoureuse de Zeus.

## Culture populaire

### Littérature
- Le manga Olympos (2008) de l'autrice AKI explore l'histoire de Ganymède[46].

- Le mythe apparaît dans le livre Le Calice des dieux (2023) écrit par Rick Riordan, la suite de la série Percy Jackson.

### Jeux vidéo
Ganymède est présent dans les jeux :
- Overwatch de Blizzard sous la forme de l'oiseau de compagnie du personnage de Bastion[réf. nécessaire].
- Summoners War: Sky Arena où il est le Wind Fairy King[47].

### Sources antiques
- Pseudo-Apollodore, Bibliothèque [détail des éditions] [lire en ligne] (III, 12, 2).
- Apollonios de Rhodes, Argonautiques [détail des éditions] [lire en ligne] (III, 115).
- Aristophane, La Paix (v. 724).
- Ibycos (fr. 289).
- Euripide, Les Troyennes [détail des éditions] [lire en ligne] (v.  820-838).
- Homère, Iliade [détail des éditions] [lire en ligne] (V, 265-270 ; XX, 219-240).
  - Homère (trad. Robert Flacelière), L'Iliade, Éditions Gallimard, 1993 (1re éd. 1955) (ISBN 2-07-010261-0).
- Hymnes homériques [détail des éditions] [lire en ligne] (Aphrodite, 201-218).
- Lucien de Samosate (lire en ligne : http://remacle.org/bloodwolf/philosophes/Lucien/table.htm).
  - Lucien de Samosate (trad. du grec ancien par Émile Chambry, Émeline Marquis, Alain Billault, Dominique Goust), Lucien de Samosate : Œuvres complètes, Paris, Éditions Robert Laffont, coll. « Bouquins », 2015, 1248 p. (ISBN 978-2-221-10902-1).
- Pindare, Odes [détail des éditions] (lire en ligne) (Olympiques, I, 40-45 ; X, 105).
- Platon, Les Lois [détail des éditions] [lire en ligne] (I, 636 c-d) et Phèdre [détail des éditions] [lire en ligne] (255c).
  - Platon (trad. du grec ancien par Luc Brisson et Jean-François Pradeau), Platon, Œuvres Complètes : Les Lois, Paris, Éditions Gallimard, 2008 (1re éd. 2006), 2204 p. (ISBN 978-2-08-121810-9). 
  - Platon (trad. du grec ancien par Luc Brisson), Platon, Œuvres Complètes : Phèdre, Paris, Éditions Gallimard, 2008 (1re éd. 2006), 2204 p. (ISBN 978-2-08-121810-9), p. 1270.
- Théognis de Mégare, Poèmes élégiaques (v. 1345).
- Xénophon, Œuvres complètes, trad. Pierre Chambry, Garnier-Flammarion, 3 vols., 1967 : tome II : Anabase, Banquet, Économique, De la chasse, La République des Lacédémoniens, La République des Athéniens.